# Seznam glasbenih del Claudea Debussyja
Seznam kompozicij Claudea Debussyja, kronološko razvrščen po sistemu muzikologa Françoisa Lesurea (1977), ker Debussy ni uporabljal označb »opus«.
- L 1, Ballade à la lune: C'était dans la nuit brune - za glas in klavir (1879)
- L 2, Madrid: Madrid, princesse des Espagnes - za glas in klavir (1879)
- L 3, Klavirski trio v G duru (1879)
- L 4, Nuits d'étoiles: Nuit d'étoiles, sous tes voiles - za glas in klavir (1880)
- L 5, Caprice: Quand je baise, pâle de fièvre - za glas in klavir (1880)
- L 6, Beau soir: Lorsque au soleil couchant les rivières sont roses - za glas in klavir (1880)
- L 7, Fleur des blés: Le long des blés que la brise fait onduler - za glas in klavir (1880)
- L 8, Rêverie: Le zéphir à la douce haleine - za glas in klavir (1880)
- L 9, Danse bohémienne - za klavir (1880)
- L 10, Simfonija - za klavir štiriročno (1880)
- L 11, Souhait: Oh! quand la mort que rien ne saurait apaiser - za glas in klavir (1881)
- L 12, Triolet à Phillis [Zéphyr]: Si j'étais le zéphyr ailé - za glas in klavir (1881)
- L 13, Les roses: Lorsque le ciel de saphir - za glas in klavir (1881)
- L 14, Séguidille: Un jupon serré sur les hanches - za glas in klavir (1881)
- L 15, Pierrot: Le bon Pierrot que la foule contemple - za glas in klavir (1881)
- L 16, Aimons-nous et dormons: Aimons-nous et dormons, sans songer au reste du monde - za glas in klavir (1881)
- L 17, Rondel chinois: Sur le lac bordé d'azalée - za glas in klavir (1881)
- L 18, Tragédie: Les petites fleurs n'ont pu vivre - za glas in klavir (1881)
- L 19, Jane: Je pâlis et tombe en langueur - za glas in klavir (1881)
- L 20, Daniel: Versez, que de l'ivresse. Aux accents d'allégresse - za 3 soliste in orkester (1881)
- L 21, Fantoches: Scaramouche et Pulcinella - za glas in klavir (1882)
- L 22, Le lilas: O floraison divine des lilas - za glas in klavir (1882)
- L 23, Fête galante: Voilà Sylvandre et Lycas et Myrtil - za glas in klavir (1882)
- L 24, Printemps: Salut printemps, jeune saison - za ženski zbor in orkester (1882)
- L 25, Flôts, palmes et sables: Loin des yeux du monde - za glas in klavir (1882)
- L 26, Nocturne et Scherzo - za klavir in violončelo (1882)
- L 27, Intermezzo - za violončelo in orkester (1882)
- L 28, En sourdine: Calmes dans le demi-jour - za glas in klavir (1882)
- L 29, Mandoline: Les donneurs de sérénades - za glas in klavir (1882)
- L 30, Rondeau: Fut-il jamais douceur de cœur pareille - za glas in klavir (1882)
- L 31, Pantomime: Pierrot qui n'a rien d'un Clitandre - za glas in klavir (1882)
- L 32, Clair de lune: Votre âme est un paysage choisi - za glas in klavir (1882)
- L 33, La fille aux cheveux de lin: Sur la luzerne en fleur - za glas in klavir (1882)
- L 34, Sérénade: Las, Colombine a fermé le volet - za glas in klavir (1882)
- L 35,  Choeur des brises: Réveillez-vous, arbres des bois - za ženski zbor a cappella (1882)
- L 36,  Divertimento, - za klavir, štiriročno (1882)
- L 37,  Hymnis - za solista, zbor in orkester (1882)
- L 38,  Le triomphe de Bacchus - za klavir, štiriročno (1882)
- L 39,  Coquetterie posthume: Quand je mourrai, que l'on me mette - za glas in klavir (1883)
- L 40,  Invocation: Élevez-vous, voix de mon âme - za moški zbor in orkester (1883)
- L 41,  Le gladiateur: Mort aux Romains, tuez jusqu'au dernier - za 3 soliste in orkester (1883)
- L 42,  Chanson espagnole: Tra la la… nous venions de voir le taureau - za vokalni duet (1883)
- L 43,  Romance [musique pour éventail]: Silence ineffable de l'heure - za glas in klavir (1883)
- L 44,  Musique: La lune se levait, pure, mais plus glacée - za glas in klavir (1883)
- L 45,  Paysage sentimental: Le ciel d'hiver si doux, si triste, si dormant - za glas in klavir (1883)
- L 46, L'archet: Elle avait de beaux cheveux blonds - za glas in klavir (1883)
- L 47, Chanson triste: On entend un chant sur l'eau dans la brume - za glas in klavir (1883)
- L 48, Fleur des eaux - za glas in klavir (1883)
- L 49, Églogue: Chanteurs mélodieux, habitants des buissons - za duet (sopran in tenor) in klavir (1883)
- L 50, Suita - za orkester (klavirski izvleček) (1883)
  - Fête
  - Ballet
  - Rêve
  - Bacchanale
- L 51, Diane au bois - za duet (sopran in tenor) in klavir (1883-1886)
- L 52, Romance: Voici que le printemps, ce fil léger d'avril - za glas in klavir (1884)
- L 53, Apparition: La lune s'attristait Des séraphins - za glas in klavir (1884)
- L 54, La romance d'Ariel: Au long de ces montagnes douces - za glas in klavir (1884)
- L 55, Regret: Devant le ciel d'été, tiède et calme - za glas in klavir (1884)
- L 56, Le printemps: L'aimable printemps ramène dans la plaine - za 4-glasni zbor in orkester (1884)
- L 57, L'enfant prodigue - za sopran, bariton, tenor in orkester (1884)
- L 58, Barcarolle: Viens! l'heure est propice - za glas in klavir (1885)
- L 59, Zuleima - za zbor in orkester (1885-1886)
- L 60, Ariettes oubliées - za glas in klavir (1885-1887)
  - C'est l'extase: C'est l'extase langoureuse'
  - Il pleure dans mon cœur: Il pleure dans mon cœur comme il pleut sur la ville
  - L'ombre des arbres: L'ombre de arbres dans la rivière embrumée
  - Chevaux de bois: Tournez, tournez, bons chevaux de bois
  - Green: Voici des fruits, des fleurs, des feuilles
  - Spleen: Les roses étaient toutes rouges
- L 61, Printemps v E duru - za zbor, klavir in orkester (1887)
- L 62, La demoiselle élue: La demoiselle élue s'appuyait sur la barrière d'or du ciel - za 2  solista, moški zbor in orkester (1887-1888)
- L 63, Axel - za glas in klavir (1888)
- L 64, Poèmes de Baudelaire - za glas in klavir (1887-1889)
  - Le balcon: Mère des souvenirs, maîtresse des maîtresses
  - Harmonie du soir: Voici venir les temps où vibrant sur sa tige
  - Le jet d'eau: Tes beaux yeux sont las, pauvre amante
  - Recueillement: Sois sage, ô ma douleur
  - La mort des amants: Nous aurons des lits pleins d'odeurs légères
- L 65, Petite Suite - za klavir, štiriročno (1886-9)
  - En bateau
  - Cortège
  - Menuet
  - Ballet
- L 66, 2  Arabeski - za klavir (1888, 1891)
- L 67, Mazurka - za klavir (1890)
- L 68, Rêverie - za klavir (1890)
- L 69, Tarantelle styrienne - za klavir (1890)
- L 70, Ballade slave - za klavir (1890)
- L 71, Valse romantique - za klavir (1890)
- L 72, Rodrigue et Chimène, opera (1890-1892)
- L 73, Fantaisie - za klavir in orkester (1889-1890)
- L 74, La belle au bois dormant: Des trous à son pourpoint vermeil - za glas in klavir (1890)
- L 75, Suite bergamasque - za klavir (1890)
- L 76, Les Angélus: Cloches chrétiennes pour les matines - za glas in klavir (1891)
- L 77, Marche écossaise sur un thème populaire - za klavir, štiriročno (1891)
- L 78, Dans le jardin: Je regardais dans le jardin - za glas in klavir (1891)
- L 79, Romances - za glas in klavir (1891)
  - Romance: L'âme évaporée est souffrante
  - Les cloches: Les feuilles s'ouvraient sur le bord des branches
- L 80, Fêtes galantes prvi zvezek, - za glas in klavir
  - En sourdine: Calmes dans le demi-jour
  - Fantoches: Scaramouche et Pulcinella
  - Clair de lune: Votre âme est un paysage choisi
- L 81, Mélodies - za glas in klavir (1891)
  - La mer est plus belle que les cathédrales
  - Le son du cor s'afflige vers les bois
  - L'échelonnement des haies moutonne à l'infini
- L 82, Nocturne - za klavir (1892)
- L 83, 3 Scènes au crépuscule - za orkester (1892-1893)
- L 84, Proses lyriques - za glas in klavir (1892-1893)
  - De rêve: La nuit a des douceurs de femme
  - De grève: Sur la mer les crépuscules tombent
  - De fleurs: Dans l'ennui si désolément vert
  - De soir: Dimanche sur les villes
- L 85, Godalni kvartet v g molu (1893)
- L 86, Prélude à L'Après-midi d'un Faune
- L 87, Images inédites - za klavir (1894)
- L 88, Pelléas et Mélisande opera (1893-1902)
- L 89, La Saulaie - za bariton in orkester (1896-1900)
- L 90, Chansons de Bilitis - za glas in klavir (1897-1898)
  - La flûte de pan: Pour le jour des Hyacinthies
  - La chevelure: Il m'a dit «Cette nuit d'ai rêvé»
  - Le tombeau des Naiades: Le long du bois couvert de givre
- L 91, Nokturni - za moški zbor in orkester (1897-1899)
  - Nuages
  - Fêtes
  - Sirènes
- L 92, Chansons de Charles d'Orléans - za mešani 4-glasni zbor a cappella (1898-1908)
  - Dieu! qu'il la fait bon regarder!
  - Quand j'ai ouy le tambourin sonner
  - Yver, vous n'estes qu'un villain
- L 93, Berceuse: Il était une fois une fée qui avait un beau sceptre - za glas brez spremljave (1899)
- L 94, Nuits blanches: Tout à l'heure ses mains plus délicates - za glas in klavir (1899-1902)
- L 95, Pour le klavir Suita - za klavir (1894-1901)
  - Prélude
  - Sarabande
  - Toccata
- L 96, Glasba za Chansons de Bilitis - za 2 flavti, 2 harfi in čelesto
  - Chant pastoral
  - Les comparaisons
  - Les contes
  - Chanson
  - La partie d'osselets
  - Bilitis
  - Le tombeau sans nom
  - Les courtisanes égyptiennes
  - L'eau pure du bassin
  - La danseuse aux crotales
  - Le souvenir de Mnasidica
  - La pluie du matin
- L 97, Lindaraja - za 2 klavirja (1901)
- L 98, Rhapsody - za alt saksofon in klavir or orkester (1901-1911)
- L 99, D'un cahier d'esquisses - za klavir (1903)
- L 100, Estampes - za klavir (1903)
  - Pagodes
  - La soirée dans Grenade
  - Jardins sous la pluie
- L 101, Le Diable dans le beffroi (1902-1911)
- L 102, Chansons de France - za glas in klavir (1904)
  - Rondel: Le temps a laissié son manteau
  - La Grotte: Auprès de cette grotte sombre
  - Rondel: Pour ce que Plaisance est morte
- L 103, Danses - za harfo in godalni kvintet (1904)
  - Danse sacrée
  - Danse profane
- L 104, Fêtes galantes, drugi zvezek - za glas in klavir (1904)
  - Les ingénus:Les hauts talons luttaient avec les longues jupes
  - Le faune: Un vieux faune de terre cuite
  - Colloque sentimental: Dans le vieux parc solitaire et glacé
- L 105, Masques - za klavir (1904)
- L 106, L'Isle Joyeuse (Otok veselja) - za klavir (1904)
- L 107, Le roi Lear - za orkester (1904)
- L 108, Pièce pour piano - za klavir (1904)
- L 109, La Mer - za orkester (1903-1905)
- L 110, Images, prvi zvezek - za klavir (1905)
  - Reflets dans l'eau
  - Hommage à Rameau
  - Mouvement
- L 111, Images, 2. zvezek - za klavir (1907)
  - Cloches à travers les feuilles
  - Et la lune descend sur le temple qui fut
  - Poisson d'or
- L 112, La chûte de la maison Usher (1908-1917)
- L 113, Children's Corner - za klavir (1906-8)
- L 114, The Petit Nègre - za klavir (1909)
- L 115, Hommage à Joseph Haydn - za klavir (1909)
- L 116, Rhapsody - za clarinet in klavir or orkester (1909-1910)
- L 117, Préludes, 1. zvezek - za klavir (1909-10)
- L 118, Le promenoir des deux amants - za glas in klavir
  - Auprès de cette grotte sombre
  - Crois mon conseil, chère Climène
  - Je tremble en voyant ton visage
- L 119, Ballades de François Villon - za glas in klavir (1910)
  - Ballade de Villon à s'Amye: Faulse beauté qui tant me couste cher
  - Ballade que Villon feit à la requeste de sa mère pour prier Nostre Dame: Dame du ciel, régente terrienne
  - Ballade des femmes de Paris: Quoy qu'on tient belles langagières
- L 120, Petite pièce - za klarinet in klavir ali orkester (1910)
- L 121, La plus que lente - za klavir (1910)
- L 122, Images 3 zvezek, - za orkester
  - Gigues (1909-1912)
  - Ibéria (1905-1908)
  - Rondes du printemps
- L 123, Préludiji, 2. zvezek - za klavir (1912-3)
- L 124, Le martyre de Saint Sébastien (1911)
- L 125, Khamma ballet (1911-1912)
- L 126, Jeux ballet (1912-1913)
- L 127, Poèmes de Stéphane Mallarmé - za glas in klavir (1913)
  - Soupir: Mon âme vers ton front où rêve, ô calme sœur
  - Placet futile: Princesse! À jalouser le destin d'une Hébé
  - Évantail: Ô rêveuse pour que je plonge
- L 128, La boîte à joujoux balet (1913)
- L 129, Syrynx - za flavto (1913)
- L 130, Le palais du silence ou NO-JA-LI, balet (1914)
- L 131, Six épigraphes antiques - za klavir, štiriročno (1914)
  - Pour invoquer Pan
  - Pour un tombeau sans nom
  - Pour que la nuit soit propice
  - Pour la danseuse aux crotales
  - Pour l'égyptienne
  - Pour remercier la pluie au matin
- L 132, Berceuse heroïque - za klavir (1914)
- L 133, Pièce pour le Vêtement du blessé - za klavir (1915)
- L 134, En blanc et noir - za 2  klavirja (1915)
- L 135, Sonata - za violončelo (1915)
- L 136, Étude - za klavir (1915)
  - Pour les cinq doigts
  - Pour les tierces
  - Pour les quartes
  - Pour les sixtes
  - Pour les octaves
  - Pour les huit doigts
  - Pour les degrés chromatiques
  - Pour les agréments
  - Pour les notes répétées
  - Pour les sonorités opposées
  - Pour les arpèges composés
  - Pour les accords
- L 137, Sonata - za harfo, flavto in violo (1915)
- L 138, Elégie - za klavir (1915)
- L 139, Noël des enfants qui n'ont plus de maison: Nous n'avons plus de maison - za glas in klavir (1915)
- L 140, Violinska sonata (1916-1917)
- L 141, Ode à la France: Les troupeaux vont par les champs désertés - za sopran, mešani zbor in orkester (1916-1917)